# Horvátlövő
Horvátlövő là một thị trấn thuộc hạt Vas, Hungary. Thị trấn này có diện tích 6,16 km², dân số năm 2010 là 214 người, mật độ 35 người/km².